# لوتار میر
لوتار میر (به آلمانی: Lothar Meyer) بازیکن فوتبال و مهاجم اهل آلمان شرقی بود که از سال ۱۹۵۴ میلادی عضو تیم ملی فوتبال آلمان شرقی بوده‌است. وی در ۱۶ بازی ملی حضور داشته و در بازی‌های ملی‌اش ۲ گل به ثمر رساند. لوتار میر آخرین بازی ملی خود را در سال ۱۹۶۱ میلادی انجام داد.